# اندماج نووي
الاندماج النووي هو تفاعل يتم فيه دمج نواتين ذريتين أو أكثر لتشكيل نواة ذرية مختلفة وجسيمات دون ذرية (نيوترونات أو بروتونات) إضافة إلى الانشطار النووي تعد هذه أحد أهم أنواع التفاعلات النووية. وتكون الطاقة الناتجة من الاندماج النووي أكبر من الطاقة التي تنتج بواسطة الإنشطار النووي.
الاندماج النووي عملية تتجمع فيها نواتان ذريتان لتكوين نواة واحدة أثقل. ويلعب اندماج الأنوية الخفيفة مثل البروتون وهو نواة ذرة الهيدروجين والديوتيريوم (وهو نواة الهيدروجين الثقيل الذي يتكون من 1 بروتون و 1 نيوترون). كذلك يمكن استخدام التريتيوم (وتتكون نواته من 1 بروتون و 2 نيوترون) وهو نواة التريتيوم دوراً هائلاً في العالم وفي الكون، حيث ينطلق خلال هذا الاندماج في الشمس والنجوم كميات هائلة من الطاقة تظهر على شكل حرارة وإشعاع كما يحدث في الشمس، فتمدنا بالحرارة والنور والحياة. فبدون هذا التفاعل ما وُجدت الشمس وما وُجدت النجوم، ولا حياة من دون تلك الطاقة المسماة طاقة الاندماج النووي.
تنتج تلك الطاقة الهائلة عن فقد صغير في وزن النواة الناتجة عن الاندماج النووي، وهذا الفقد في الكتلة يتحول إلى طاقة طبقاً لمعادلة ألبرت أينشتاين التي تربط العلاقة بين الكتلة والطاقة.
هذا التفاعل هو الذي يغذي الشمس وباقي النجوم الأخرى في الكون، ويمدهم بالحرارة والضوء؛ ووقودهم الرئيسي هو الهيدروجين واندماج الهيدروجين.
فائدة الاندماج النووي تكمن في إطلاقه كميات طاقة أكبر بكثير مما يطلقه الانشطار. وبالإضافة إلى ذلك، فإن المحيطات تحتوي بشكل طبيعي على كميات كافية من الهيدروجين والهيدروجين الثقيل (الديوتيريوم) اللازمة للتفاعل فإذا فلح الإنسان في ترويض تلك الطاقة لتغذية الكوكب بالطاقة لمدة آلاف السنين، كما أن المواد المنبعثة عن الاندماج (خصوصا الهيليوم 4)، ليست مواداً مشعّة تؤذي الحياة.
و على الرغم من العدد الكبير من التجارب التي تم القيام بها في كل أنحاء العالم منذ خمسين سنة، فإنه لم يتم التوصل إلى بناء مفاعل يعمل بالاندماج، ولكن الأبحاث في تقدم مستمر لغرض التوصل إلى ذلك. وكل ما استطاع الإنسان التوصل إليه في هذا المجال جاء في المجال العسكري بابتكار القنبلة الهيدروجينية.

## آلية الاندماج
يحدث تفاعل الاندماج النووي عندما تتداخل نواتان ذريتان. ولكي يتم هذا التداخل، لا بد من أن تتخطى النواتان التنافر الحاصل بين شحنتيهما الموجبتين (و تعرف الظاهرة بالـحاجز الكولومبي). إذا ما طبقنا قواعد الميكانيكا الكلاسيكية وحدها، سيكون احتمال الحصول على اندماج الأنوية منخفضا للغاية، بسبب الطاقة الحركية (الموافقة للهيجان الحراري) العالية جدا اللازمة لتخطي الحاجز المذكور. وفي المقابل، تقترح ميكانيكا الكم، وهو ما تؤكده التجربة، أن قانون كولوم يمكن تخطيه أيضا نفق ميكانيكا الكم، بطاقات أكثر انخفاضا.
وبالرغم من ذلك، فإن الطاقة اللازمة للاندماج تبقى مرتفعة جداً، وهو ما يقابله حرارة أكثر من عشرات أو ربما مئات الملايين من الدرجات المئوية حسب طبيعة الأنوية. وفي داخل الشمس على سبيل المثال، يجري تفاعل اندماج الهيدروجين المؤين عبر مراحل إلى تولد الهليوم، في ظل حرارة تقدر ب 15 مليون درجة مئوية، ويحدث ذلك ضمن عدة تفاعلات مختلفة تنتج عنها حرارة الشمس. وتُدرس بعض تلك التفاعلات بين نظائر الهيدروجين بغرض إنتاج الطاقة عبر الاندماج مثل الديوتيريوم-ديوتيريوم أو الديوتيريوم-تريتيوم (انظر أسفله). أما في الشمس فتتواصل عملية الاندماج إلى العناصر الخفيفة ثم المتوسطة ثم ينتج منها العناصر الثقيلة مثل الحديد، الذي يحتوي في نواته على 26 بروتون ونحو 30 من النيوترونات. وفي بعض النجوم الأكثر كتلة عن الشمس، تتم عمليات اندماج لأنوية أضخم تحت درجات حرارة أكبر.
وعندما تندمج أنوية صغيرة، تنتج نواة غير مستقرة تسمي أحيانا نواة مركبة، ولكي تعود إلى حالة استقرار ذات طاقة أقل، تـُطلق جسيم أو أكثر (فوتون، نيوترون، بروتون، على حسب التفاعل)، وتتوزع الطاقة الزائدة بين النواة والجسيمات المطلقة في شكل طاقة حركيّة. وطبقاً للرسم التوضيحي تنطلق نواة ذرة الهيليوم بطاقة قدرها {\displaystyle 5.3~MeV} وينطلق النيوترون بطاقة قدرها {\displaystyle 14.1~MeV} (ميجا إلكترون فولت). وفي المفاعلات الاندماجية الجاري تطبيقها حاليا يجتهد العلماء للحصول على مردود جيد من الطاقة خلال الاندماج، أي من الضروري أن تكون الطاقة الناتجة أكبر من الطاقة المستهلكة لتواصل التفاعلات واستغلال الحرارة الناتجة في إنتاج الطاقة الكهربائية. كما يجب عزل محيط التفاعل ومواد المحيط في المفاعلات الاندماجية.
عندما لا يوجد أي وضع مستقر، تقريبا، قد يكون من المستحيل أن نقوم بإدماج نواتين (على سبيل المثال: {\displaystyle {}^{4}\mathrm {He} } + {\displaystyle {}^{3}\mathrm {He} }).
إن التفاعلات الاندماجية التي تطلق أكبر قدر من الطاقة هي تلك التي تستخدم أكثر الأنوية خفّة لإنتاج الهيليوم، لأن الهيليوم ونواته جسيم ألفا هي أقوى نواة ذرة على الإطلاق من جهة تماسكها، فهي تحتوي على 2 بروتون و 2 نيوترون وهؤلاء الأربعة شديدو التماسك بحيث يتحول جزء يعادل 005و0 من كتلتهم كما في التفاعل الموضح بالرسم، إلى طاقة حركة تتوزع بين نواة الهيليوم الناتجة والنيوترون. ومجموع الطاقتين الموزعتين يساوي 3,5 + 14,1 = 17,6 ميجا إلكترون فولت. وبالتالي فإن أنوية الدويتيريوم (بروتون واحد ونيوترون واحد) والتريتيوم (بروتون واحد ونيوترونان)، مستخدمة في التفاعلات التالية:
- ديوتيريوم + ديوتيريوم -> هيليوم 3 + نيوترون
- ديوتيريوم + ديوتيريوم -> تريتيوم + بروتون
- ديوتيريوم + تريتيوم -> هيليوم 4 + نيوترون
- ديوتيريوم + هيليوم-3 -> هيليوم-4 + بروتون

و هذه التفاعلات هي أكثر التفاعلات دراسة في المخابر عند تجارب الاندماج المراقبة، وكل منها ينتج نحو 17 ميجا إلكترون فولت من الطاقة.

## الاندماج في النجوم
أهم عملية اندماجية نووية في الطبيعة هي التي تحدث في النجوم. في القرن العشرين تم التوصل إلى أن الطاقة الناتجة من التفاعلات الاندماجية النووية في الشمس والنجوم الأخرى هي المسؤولة عن عمرها الطويل كمصدر للحرارة والضوء؛ واندماج الأنوية في النجم -والتي يغلب على تركيبه الأساسي الهيدروجين والهيليوم- هو المزود لهذه الطاقة والذي يكوّن أنوية جديد كناتج لهذه العملية الاندماجية.
المنتِج الرئيسي للطاقة في الشمس هو اندماج الهيدروجين لتكوين الهيليوم والذي يحدث في درجة حرارة نواة الشمس المقدرة بـ 14 مليون كلفن. فتصبح النتيجة النهائية هي اندماج 4 بروتونات مكوّنة جسيم ألفا - مع إطلاق بوزيترونين- ونيوترينيوين (واللذان يحولان بروتونين إلى نيوترونين) وطاقة. وتحدث عدة سلسلات من التفاعلات الأخرى بحسب كتلة النجم. في النجوم التي بحجم الشمس أو أصغر تسيطر سلسلة التفاعلات بروتون-بروتون. أما في النجوم الأثقل من كتلة الشمس فتلعب دورة كربون-نيتروجين-أوكسجين دور أهم.

## الاندماج المتحكم فيه
يوجد عدة طرق تمكّن من احتجاز محيط التفاعل للقيام بتفاعلات اندماج نووية، وتتم التجارب بواسطة الاحتجاز المغناطيسي للبلازما في جهاز مفرغ من الهواء مع رفع درجة حرارة البلازما إلى عشرات الملايين درجة مئوية. ولكن احتجاز البلازما - وهي أنوية التريتيوم والديوتيروم العارية من الإلكترونات - تحت هذه الحرارة العالية صعب جدا إذ كلها تحمل شحنة كهربائية موجبة تجعلهم يتنافرون عن بعضهم. فما يلبث التفاعل أن يبدأ بينهم لمدة أجزاء من الثانية حتى يتنافروا ويتوقف التفاعل. وينصب حاليا اهتمام العلماء على ابتكار وسيلة يستطيعون بها إطالة مدة انحصار البلازما وإطالة مدة التفاعل لغرض تحويل طاقة الاندماج النووي إلى طاقة الطاقة الكهربائية.
الاندماج بالاحتجاز المغناطيسي
- التوكاماك، حيث يحتجز خليط من نظائر الهيدروجين بواسطة حقل مغناطيسي بالغ الشدة.
- الستيلاتور، حيث تؤمن الحواث (inductors) الاحتجاز بالكامل.

### بلازما الاندماج

رسم بياني يوضح العلاقة بين درجة الحرارة ومعدل التفاعل لثلاثة أنواع من التفاعلات الاندماجية.

عندما تصل الحرارة الدرجة التي يحصل فيها الاندماج، تكون المادة في حالة بلازما.
إنها حالة خاصة للمادة الأولية، تكوّن فيها الذرات أو الجزيئات غازا أيونيا.
تحت درجات الحرارة العالية يتم اقتلاع إلكترون أو أكثر من السحابة الإلكترونية المحيطة بكل نواة، مما ينتج عنه أيونات موجبة وإلكترونات طليقة.
ينتج عن التحرك الكبير للأيونات والإلكترونات داخل بلازما حرارية، عدة اصطدامات بين الجسيمات الموجبة الشحنة الكهربية. ولكي تكون هذه الاصطدامات قوية بما فيه الكفاية لإنشاء تفاعل اندماجي، تتدخل ثلاث عوامل:
1. الحرارة {\displaystyle T} ;
2. الكثافة {\displaystyle N} ;
3. زمن الاحتجاز {\displaystyle \tau }.

حسب لوسون فإن المعامل {\displaystyle N\tau }. يجب أن يصل حدا فاصلا للحصول على الـ breakeven حيث تكون الطاقة الناتجة عن الاندماج مساوية للطاقة المستخدمة. يحدث الإيقاد إثر ذلك في مرحلة أكثر إنتاجا للطاقة (لم يتوصل العلماء لإيجادها حتى اليوم في المفاعلات التجريبية الحالية). إنه الحد الذي يكون التفاعل إثره قادرا على المواصلة من تلقاء ذاته من دون انقطاع.
لتفاعل ديتوريوم + تريسيوم، يقدّر هذا الحد بـ {\displaystyle 10^{14}} ثانية/سم³.

## اندماج الهيدروجين عام 2022
بعد مجهودات على مستوى العالم لتحقيق الإندماج النووي لسنوات طويلة تصل إلى 60 عاما أعلنت وزارة الطاقة في الولايات المتحدة عن نجاح معهد الإشعال الوطنية في توليد طاقة من جهازها أكبر من الطاقة الداخلة المحفزة للإندماج النووي - أكبر بنسبة 20%.
قامت منشأة الإشعال الوطنية الأمريكية بأول تجارب بالليزر واسعة النطاق في يونيو 2009 وبدأت تجارب الإشعال في أوائل عام 2011. وفي 13 ديسمبر 2022 أعلنت وزارة الطاقةالولايات المتحدة أنه في 5 كانون الأول (ديسمبر) 2022 ، نجحوا في تحقيق اندماج الإكتساب ، "توصيل 2.05 ميغا جول (MJ) من الطاقة إلى الهدف ، مما أدى إلى الحصول على ناتج طاقة اندماج قدرها 3.15 ميغا جول ."
قبل هذا الاختراق العلمي العظيم كانت تجارب الاندماج في جميع أنحاء العالم في اليابان وألمانيا وفرنسا وروسيا والصين غير قادرة على إنتاج اندماج محكوم منتجا لطاقة أكبر من طاقة التشغيل وتكون مستمرة (مستداما ذاتيًا). أساليب مختلفة لإجراء التجارب على مدى نحو 60 عام ، من ضمنها التجارب الأكثر تقدمًا لذلك هي طريقة الحبس المغناطيسي للبلازما ( وهي تصميمات حلقية) ، وطريقة الحبس بالقصور الذاتي (وهي تصميمات تعتمد على الليزر). كما توجد تصميمات عملية لمفاعل حلقي يوفر نظريًا طاقة اندماج أكثر بعشر مرات من الكمية المطلوبة لتسخين البلازما إلى درجات الحرارة المطلوبة ، وهي منشأة مفاعل ITER التي تُبنى حاليا في فرنسا تشترك فيها عدة دول من الدول السابقة الذكر و مشاركة أمريكية. من المتوقع أن تنتهي منشأة ITER من مرحلتها الإنشائية في عام 2025. وستبدأ في تشغيل المفاعل في نفس العام وستبدأ تجارب تفاعلات البلازما في عام 2025 ، ولكن من غير المتوقع أن يبدأ اندماج الديوتيريوم والتريتيوم (نظيرين ثقيلين للهيدروجين) كامل حتى عام 2035.